# Sink the Bismarck!
Sink the Bismarck! (¡Hundan al Bismarck! en Hispanoamérica, o ¡Hundid el Bismarck! en España) es una película bélica de 1960 dirigida por Lewis Gilbert que cuenta cómo la Armada británica y su aviación consiguieron hundir al acorazado Bismarck en 1941.

## Sinopsis
En mayo de 1941 el capitán de navío  (Kenneth More) asume el mando de las Operaciones Navales británicas en Londres. Al ingresar impone un régimen marcial a sus subordinados debido a la relajación de las normas que deben predominar en tan importante servicio de inteligencia. 
Se le asigna como ayudante a la bella teniente Davis (Dana Wynter), con la que establece cierto discreto vínculo romántico mientras se desarrollan paralelamente las actividades militares.
Shepard es informado de que el Bismarck ha zarpado de Gydnia y avisa a su agente en Noruega para que se mantenga alerta al paso de las unidades alemanas. Tanto el Bismarck como el crucero pesado  Prinz Eugen son detectados en Christianssen, Noruega, y el agente envía la información justo antes de ser eliminado por los alemanes.
Al saber que el almirante de la escuadra enemiga es Günther Lütjens, Shepard decide tomarse la operación como algo personal porque este hundió su barco durante el transcurso de la Operación Berlín. Además, Shepard tiene un hijo que es piloto de Swordfish en el portaaviones HMS Ark Royal.
En la escuadra alemana, Günther Lujens (Karel Stepanek) inicia la operación saliendo al Atlántico por el estrecho de Dinamarca donde se enfrenta al Hood, hundiéndolo. Shepard organiza la persecución del Bismarck movilizando la mayor cantidad posible de navíos británicos, mientras paralelamente empieza a surgir un acercamiento personal entre Shepard y la teniente Davis. Finalmente el Bismarck es alcanzado y destruido. Shepard entonces decide abrir una puerta a su vida sentimental invitando a Davis a cenar.

## Aspectos destacables del film
- Los efectos especiales y la precisión de las réplicas navales exhibidas son notables teniendo en cuenta los medios y época en que se produjo el film.
- La trama es inteligente, intenta apegarse a la realidad histórica y de modo simple lleva al espectador paso a paso por el drama humano y bélico que involucra la historia.
- El actor Esmond Knight que representó al capitán John Leach a bordo del HMS Prince of Wales fue en la realidad teniente a bordo de ese buque, asignado al puente de mando del nuevo acorazado, fue testigo ocular del hundimiento del HMS Hood y resultó herido de metralla en sus ojos cuando este buque recibió un impacto directo del acorazado Bismarck en el puente.
- El actor Kenneth More recibió formación alcanzando el grado de teniente de la Royal Navy, a bordo del crucero ligero HMS Aurora y del portaaviones HMS Victorious, en la Marina británica, y volcó su experiencia, disciplina y garbo militar que trasciende en su actuación.

## Imprecisiones históricas
- Se menciona que el centro británico de operaciones está a 300 m de profundidad cuando en aquella época no era posible construir a tanta profundidad.
- En el mapa de operaciones del centro británico desde el inicio se da por hecho que el Prinz Eugen acompaña al Bismarck, siendo que esta información solo se supo cuando se cruzó en el Estrecho de Kattegat con el buque de guerra sueco (neutral) HMS Götland.
- En el film, por el lado alemán, Günther Lütjens se muestra en todo momento cordial, cercano y amistoso con el capitán Ernst Lindemann; cuando en la realidad fue todo lo contrario, ambos se detestaron mutuamente desde el inicio de la operación Rhienübung hasta el final mismo del Bismarck.
- Las ventanillas del puente del Bismarck no están colocadas, probablemente para mejor visualización de los personajes.
- El HMS Hood (51) mostrado en el film como una réplica navegable, se presenta con una configuración obsoleta a 1939, con los manteletes de la artillería secundaria abiertos y no cerrados, una configuración anterior a la modernización de 1940.
- El HMS Hood (51) es tocado rápidamente a la tercera salva y vuela en suntotalidad por los aires cuando en la realidad fue tocado a la sexta salva y se partió en dos.
- Los Swordfish son repelidos por cañones POM-POM ingleses en vez de por los cañones alemanes de 20 mm, Flak 30.
- El artillero que carga los proyectiles de 380 mm es el mismo tanto el HMS Hood como en el King George V.
- El torpedo que inmoviliza los timones del Bismarck es disparado tangencialmente desde el costado de babor de Bismarck; cuando en la realidad el torpedo fue lanzado por la banda contraria y a popa del mismo.
- Al menos dos Swordfish son abatidos en el film; en la realidad ninguno de ellos fue derribado por la defensa antiaérea del acorazado alemán.
- En el film, un destructor británico es destruido de una sola andanada; en la realidad no se perdió ningún destructor en la última noche del Bismarck.
- En el film, es el HMS King George V quien cañonea al Bismarck hasta su destrucción, en la realidad fueron el HMS Rodney además de este y otros barcos ingleses, entre ellos el ya mencionado.
- El Bismarck se hunde a estribor, cuando en realidad se hundió a babor.